# Neogastromyzon crassiobex
Neogastromyzon crassiobex är en fiskart som beskrevs av Tan 2006. Neogastromyzon crassiobex ingår i släktet Neogastromyzon och familjen grönlingsfiskar. Inga underarter finns listade i Catalogue of Life.